# Sture Gafvelin
Lars Sture Gafvelin, född 5 november 1943 i Anundsjö församling i Västernorrlands län, är en svensk militär.

## Biografi
Gafvelin avlade 1971 officersexamen vid Kungliga Krigsflygskolan och utnämndes samma år till fänrik vid Hälsinge flygflottilj, där han tjänstgjorde till 1983 eller 1984. Han befordrades till löjtnant 1972, kapten 1974 och major 1982. I mitten av 1980-talet tjänstgjorde han vid Attackeskadern, där han befordrades till överstelöjtnant 1986. I slutet av 1980-talet var han chef för Flygenheten vid Skaraborgs flygflottilj. Under andra hälften av 1990-talet tjänstgjorde han vid Hälsinge flygflottilj, där han var stabschef 1997–1998 och tillförordnad flottiljchef från och med den 1 januari till och med den 30 juni 1998, då flottiljen lades ned. Därefter tjänstgjorde Gafvelin vid Norrbottens flygflottilj till dess han pensionerades från Försvarsmakten den 1 februari 1999.